# 게르만 신화
게르만 신화는 게르만족의 전통 신화 총칭이다. 노르드 신화와 앵글로색슨 신화, 대륙 게르만 신화 등이 게르만 신화에 속한다. 게르만 이교 신앙체계의 핵심 부분을 차지한다.

## 기원
게르만어가 인도유럽조어에서 발전한 것처럼 게르만 신화는 궁극적으로 인도유럽조어 신화의 발전이다. 스칸디나비아의 암각화와 같은 고고학적 유물은 적어도 북유럽 청동기 시대 이후 게르만 신화의 연속성을 암시한다.

## 같이 보기
- 게르만 신화의 신 목록
- 발트 신화
- 켈트 신화
- 슬라브 신화
- 노르드 신화